# Monaster św. Jerzego w Dobrilovinie
Monaster św. Jerzego (srb. Manastir Dobrilovina, Манастир Добриловина) – klasztor żeński, znajdujący się w Czarnogórze, w miejscowości Dobrilovina, niedaleko drogi prowadzącej z mostu na Tarze do miejscowości Mojkovac.
Dzisiejszy monaster i niewielka cerkiew, należąca do Serbskiego Kościoła Prawosławnego, powstała pod koniec XVI wieku – pierwsza wzmianka pochodzi z 1592, kiedy rząd turecki wydał zgodę na odbudowę świątyni – z tego wynika, że w tym miejscu musiała stać już wcześniej. W pierwszej dekadzie monastyr wspomniany jest dwukrotnie – nie wiadomo, czy przyjął patrona (święty Jerzy) wówczas, czy przejął po starszym obiekcie. W kamiennej cerkwi, krytej gontem, zachowały się oryginalne freski z XVII wieku, autorstwa Georgija Mitrofanovića.
W XVIII i XIX wieku klasztor był znaczącym ośrodkiem kulturalnym, ale też spadały na niego różne nieszczęścia – kilkakrotnie (w 1799, w 1833 i w 1877) niszczyli go Turcy, za każdym razem jednak go odbudowywano (przedostatni raz w 1905). Po II wojnie światowej ponownie został zaniedbany i zaczął niszczeć, ponownie odnowiono go dopiero po 1989.
Przed cerkwią znajduje się drewniana dzwonnica. Dawne budynki mieszkalne nie zostały odnowione, więc mniszki korzystają z pomieszczeń byłej szkoły podstawowej.